# Emblema (Digimon)
Los emblemas (纹章, monshō) se refieren a dos cosas, a los símbolos de las cualidades que los niños elegidos desos de novato a Mega. Aunque a menudo se piensa que es el catalizador de sus Digievoluciones a sus formas más elevadas, se comprobó que los emblemas fueron simples puntos de enfoque solo después de Apocalymon destruyera las etiquetas, y que su poder se encontraba en el interior de cada uno de los niños y de los digimon. Los poderes de los emblemas, sin embargo, fueron devueltos al mundo digital en algún momento entre Digimon Adventure y Digimon Adventure 02 (Digimon Anidragon), quitando la capacidad de los niños elegidos de Digimon Adventure para digievolucionar a nivel Ultra y Mega. 
Cabe señalar, sin embargo, que los emblemas físicos también exhiben poderes especiales. Por ejemplo, cuando DemiDevimon hizo que todos los de la sala se durmieran, el emblema de Mimi brilló y ella despertó.

## Etiquetas
Las etiquetas (タグ, tagu) fueron encontrados en una caverna submarina donde Devimon las escondió. Las etiquetas por sí solas no permiten la digievolución, necesitan de los emblemas que se deslizan a través de estas, el símbolo del emblema se puede apreciar a través de su cristal frontal. También sirven para localizar los emblemas, empezando a brillar cuando están cerca de estas.

## Tipos
Existen 11 emblemas hasta la fecha.

### Valor
El emblema del Valor (勇気の紋章, Yuki no Monshō) pertenece a Taichi "Tai" Yagami y su digimon Agumon. Su símbolo es un sol anaranjado . Fue la primera en ser encontrada, cerca de la aldea de los koromon, detrás de unas cataratas incrustado en una pared de la cueva. Se utiliza normalmente para digievolucionar Greymon a MetalGreymon, Así como digievolucionar en WarGreymon, Aunque hubo un caso notable en que las acciones irresponsables de Tai causó que el emblema digivolucione a Greymon en SkullGreymon. Se activó por primera vez cuando Tai se enfrentó solo a Etemon para salvar al Digimundo. El emblema fue destruido en el episodio 53 de la serie por Apocalymon. Luego de eso, se descubrió que los emblemas representaban el corazón de cada uno y Tai pudo volver a evolucionar a su digimon. El símbolo del valor también se haya incrustado en el digimental del valor.

### Amistad
El emblema de la amistad (友情の紋章, Yūjō no Monshō) pertenece a Yamato "Matt" Ishida y su digimon Gabumon. Es un ying yang, en un contorno, representando los valores de la amistad con dos púas protegiéndolo, resaltando su importancia en los de los valores. También se puede mostrar como un dibujo rudimentario de un apretón de manos simbolizando la amistad. Fue encontrado en un pozo fuera del dominio de Piximon junto con el emblema del conocimiento. Se utiliza normalmente para digievolucionar a Garurumon en WereGarurumon y en MetalGarurumon. Se activó por primera vez cuando Matt se dio cuenta de que Joe realmente era su amigo y se negaba a abandonarlo. También hay que señalar que su emblema ayudó a curar a Tai y WarGreymon cuando estaban cerca de la muerte durante su pelea con Piedmon.

### Amor/Afecto
El emblema del Amor o emblema del Afecto (愛情の紋章, Aijou no Monshō) pertenece a Sora Takenouchi y su digimon Biyomon. Su símbolo es un corazón. Estaba bajo la posesión de Datamon. Se utiliza para digievolucionar a Birdramon en Garudamon. Se activa por primera vez cuando Sora se niega a dejar que Piyomon luche con Myotismon, para evitar que se lastime. Representa el amor y la tendencia de Sora a sobreproteger a los demás.

### Conocimiento
El emblema del conocimiento (知識紋章 Chishiki no Monshō) pertenece a Koushiro "Izzy" Izumi y su digimon Tentomon. Su símbolo es el de una espiral más grande unida a una más pequeña. Fue encontrado en un pozo junto con el emblema de la amistad. Es usado para digievolucionar a Kabuterimon en MegaKabuterimon. Fue activado por primera vez en el capítulo 24 en el universo de Vademon al recuperar Izzy su mente curiosa y poder así pensar de nuevo normalmente.

### Sinceridad
El emblema de la Sinceridad (誠実の紋章, Seijitsu no Monshō) pertenece a Joe Kido y su digimon Gomamon. Su símbolo es una cruz y es el segundo en ser encontrado. Aparece en el suelo de una jaula donde Etemon atrapó a los niños elegidos. Su obtención también sirvió como ruta de escape. Se utiliza para digievolucionar a Ikkakumon en Zudomon. Se activó por primera vez cuando Joe antepuso una promesa a la madre de TK por encima de su vida.

### Inocencia/Pureza
El emblema de la Inocencia o el emblema de la Pureza (純真の紋章, Junshin no Monshō) pertenece a Mimi Tachikawa y su digimon Palmon. Su símbolo es una lágrima con forma de semilla, representando ambiguamente la inocencia de la infancia. Es el tercer emblema en ser encontrado, aparece en una flor rosa de un cactus gigante, luego que los niños elegidos vencieran a Kokatorimon. Se utiliza para digievolucionar a Togemon en Lillymon. Se activó cuando Mimi derramó una lágrima de pureza al ver como sus seres queridos y los demás eran lastimados por Myotismon y sus seguidores en Odaiba.

### Esperanza
El emblema de la Esperanza (希望の紋章, Kibou no Monshō) pertenece a Takeru "T.K." Takaishi y su digimon Patamon. Su símbolo es un astro proyectando un haz de luz. Fue encontrado en la pared de un acantilado que luego sirvió como entrada a la base de operaciones de Etemon. Se utiliza para digievolucionar a Angemon en MagnaAngemon. Se activó por primera vez cuando T.K y Kari eran atacados por Piedmon y este se dio cuenta de que no debía perder la esperanza. También proporcionó la flecha que Angemon utilizó para ayudar a Gabumon a digievolucionar en MetalGarurumon.

### Luz
El emblema de la Luz (光の紋章, Hikari no Monshō) pertenece a Hikari "Kari" Yagami y su digimon Gatomon. Su símbolo es una estrella de ocho puntas. El emblema y la etiqueta estaban bajo poder de Myotismon y los niños se dieron cuenta de su existencia. Bajo el mando de Myotismon, copias fueron distribuidas entre sus seguidores y utilizadas para detectar al octavo Niño. Con Kari, sin embargo, se utiliza para digievolucionar a Gatomon en Angewomon. Se activó cuando Kari derramó lágrimas por la muerte de Wizardmon, cuando murió en sus brazos. Su emblema también proporcionó la flecha de la luz necesaria para ayudar a Agumon a digievolucionar en WarGreymon. En el momento que Machinedramon erradicó a toda la raza Numemon, cuando estos intentaron enfrentarlo para dar tiempo a los niños elegidos de huir, Kari pudo usar su emblema para convertir a Agumon en Wargreymon y acabar así con su enemigo, de esta forma, es el único símbolo conocido que ha permitido a su Tammer hacer digievolucionar directamente a un digimon que no es su compañero.

### Bondad
El emblema de la Bondad (優しさの紋章, Yasashisa no Monshō) pertenece a Ken Ichijōji y su digimon Wormmon. Es la novena en ser encontrada. Las cuatro bestias sagradas la utilizaron como la base del Digimental del Milagro y se encontró en su verdadera forma después de la batalla con Kimeramon. Aunque nunca fue utilizado para digievolucionar a Wormmon (y su etiqueta nunca fue encontrada), fue utilizado por Ken en un intento por cerrar la base del Emperador de los Digimons.

### Milagros
Casi no se sabe nada de este emblema, pero le pertenece a Davis Motomiya, se cree que su símbolo tiene una especie de "M" de su nombre "Milacress" y cuatro flechas a su alrededor, se encuentra incrustado en el digimental de los Milagros.

### Destino
No se sabe nada de este emblema excepto que se supone que pertenece a Willis, pero éste no lo posee ya que jamás ha sido encontrado o mencionado, se encuentra incrustado en el digimental del destino, se cree que al igual que su digimental éste emblema da como resultado una evolución "NORAM", o sea que no es como los demás emblemas, pues da una de las fases del digimon usuario pero con un cambio de atributo; su nombre describe su mismo significado, ya que Willis acepta su destino como niño elegido para usar su digimental y digievolucionar a Terriermon a Rapidmon-dorado, se desconoce la digievolucion Ultra que le causaría al Gargomon de Willis. Se encuentra en la armadura Cromedigizoid roja de Sleipmon (la digievolucion mega nivel de kudamon)
- Datos: Q5830646